# Kostilka Island
Kostilka Island (englisch; bulgarisch остров Костилка ostrow Kostilka, deutsch ‚Fruchtsteininsel‘) ist eine felsige, in west-östlicher Ausrichtung 213 m lange und 137 m breite Insel in der Gruppe der Myriad Islands im Wilhelm-Archipel vor der Graham-Küste des Grahamlands auf der Antarktischen Halbinsel. Sie liegt 3,35 km nordwestlich von Flank Island, 3,47 km südöstlich von Final Island und 6,74 km westnordwestlich der Vedel-Inseln.
Britische Wissenschaftler kartierten sie 2001. Die bulgarische Kommission für Antarktische Geographische Namen benannte sie 2020 deskriptiv, da ihre Form entfernt an den Kern einer Steinfrucht erinnert.